# Lego City Undercover
Lego City Undercover är ett open world-actionäventyrsspel utvecklat av TT Fusion. Det gavs ut till Wii U 18 mars 2013 i Nordamerika och 28 mars 2013 i Europa. Spelet släpptes för Nintendo Switch, Playstation 4 och Xbox One april 2017.